# آبراهام لینکلن علیه زامبی‌ها
آبراهام لینکلن علیه زامبی‌ها (به انگلیسی: Abraham Lincoln vs. Zombies) عنوان فیلمی ویدئویی در ژانر ترسناک و اکشن محصول آمریکا و محصول سال ۲۰۱۲ میلادی است.

## داستان
دز زمان جنگ داخلی آمریکا، برخی از مردم به موجوداتی خونخوار (ومپایر) تغییر ماهیت دادند. آبراهام لینکلن و گروهی از مریدانش در مقابل این لشکر خونخوار به مبارزه برمی‌خیزند ...

## بازیگران
- بیل اوبرست جی آر. در نقش آبراهام لینکلن
- جیسون هیولی در نقش ویلسن براون
- بیبی نورمن در نقش ماری اووِنز
- جیسون وِیل در نقش جان ویلکینسون
- دان مک‌گراو در نقش جنرال استون‌وال جکسون
- کریستوفر مارون در نقش گرت
- رونالد اوجن در نقش رابرت چمبرلین
- Canon Kuipers as young Teddy Roosevelt
- Hannah Lyn Bryan as Sofia
- Nathaniel Grauwelman as William Harvey Hawkins
- Anthony Paderewski as Shaw
- Brennen Harper as young Abraham Lincoln